# بن زرقة عمار
بن زرقة عمار (13 مارس 1990 في فرنسا - ) هو لاعب كرة قدم جزائري في مركز الوسط. شارك مع منتخب فرنسا تحت 17 سنة لكرة القدم ومنتخب الجزائر تحت 23 سنة لكرة القدم. أما مع النوادي، فقد لعب مع شبيبة بجاية وموسكرون بيروفيلز ونادي نانت.

## وصلات خارجية
- بن زرقة عمار على موقع قاعدة بيانات كرة القدم.إي يو (الإنجليزية)
- بن زرقة عمار على موقع Soccerway.com (الإنجليزية)